# Thionia pehlkei
Thionia pehlkei är en insektsart som beskrevs av Schmidt 1910. Thionia pehlkei ingår i släktet Thionia och familjen sköldstritar. Inga underarter finns listade i Catalogue of Life.